# El Valle
El Valle – gmina w Hiszpanii, w prowincji Grenada, w Andaluzji, o powierzchni 25,84 km². W 2011 roku gmina liczyła 1142 mieszkańców.